# Malaconothrus
Malaconothrus är ett släkte av kvalster som beskrevs av Berlese 1904. Malaconothrus ingår i familjen Malaconothridae.

## Dottertaxa tillMalaconothrus, i alfabetisk ordning[1][2]
- Malaconothrus angulatus
- Malaconothrus ashizuriensis
- Malaconothrus asiaticus
- Malaconothrus assamensis
- Malaconothrus atuelanus
- Malaconothrus calcehtokensis
- Malaconothrus chajulensis
- Malaconothrus conicus
- Malaconothrus cordisetus
- Malaconothrus cornutus
- Malaconothrus crassisetosus
- Malaconothrus dipankari
- Malaconothrus dorsofoveolatus
- Malaconothrus engelbrechti
- Malaconothrus ensifer
- Malaconothrus foliatus
- Malaconothrus geminus
- Malaconothrus globiger
- Malaconothrus granulosus
- Malaconothrus hauseri
- Malaconothrus heterotrichus
- Malaconothrus hexasetosus
- Malaconothrus indifferens
- Malaconothrus iriomotensis
- Malaconothrus japonicus
- Malaconothrus keriensis
- Malaconothrus kiiensis
- Malaconothrus kotozenus
- Malaconothrus laetus
- Malaconothrus longidorsus
- Malaconothrus machadoi
- Malaconothrus margaritae
- Malaconothrus marginatus
- Malaconothrus minimus
- Malaconothrus minutus
- Malaconothrus monodactylus
- Malaconothrus neonominatus
- Malaconothrus neoplumosus
- Malaconothrus pachypilus
- Malaconothrus pauciareolatus
- Malaconothrus peruensis
- Malaconothrus pilosellus
- Malaconothrus plumosus
- Malaconothrus prismaticus
- Malaconothrus pseudolamellatus
- Malaconothrus purvisi
- Malaconothrus pygmaeus
- Malaconothrus ramensis
- Malaconothrus robustus
- Malaconothrus rohri
- Malaconothrus rostropilosus
- Malaconothrus scutatus
- Malaconothrus setoumi
- Malaconothrus silvaticus
- Malaconothrus stigmatus
- Malaconothrus subrasus
- Malaconothrus translamellatus
- Malaconothrus variosetosus
- Malaconothrus vilhenarum
- Malaconothrus yamamotoi
- Malaconothrus yinae
- Malaconothrus zealandicus